# Laurin 32
Laurin 32 är en segelbåtstyp, som konstruerades på 1950-talet av Arvid Laurin och har det typiska valdäcket för Laurins kosterbåtar. Förlagan var kappseglingsbåten Casella, byggd i trä.  De första Laurin 32 båtarna (från 1960) tillverkades också i trä. Från 1962 börjar tillverkningen i plast av Malmö flygindustri, senare av Berg marin i Karlskrona som producerade båten fram till omkring 1980.